# Dyskografia Varius Manx
Dyskografia Varius Manx – dyskografia polskiego zespołu muzycznego grającego muzykę pop i pop-rock, składa się z jedenastu albumów studyjnych, jednego albumu koncertowego, dwóch albumów kompilacyjnych i dwóch ścieżek dźwiękowych, a także z pięćdziesięciu jeden singli oraz czterdziestu pięciu teledysków.

## Albumy studyjne
| 1991                                                    | The Beginning - Data: 5 marca 1990 – powstanie albumu; 1991 – oficjalne wydanie - Wydawca: SPV Poland - Format: CD | –  |                           |                   |
| 1993                                                    | The New Shape - Data: 3 maja 1993 - Wydawca: SPV Poland - Format: CD                                               | –  |                           |                   |
| 1994                                                    | Emu - Data: kwiecień 1994 (kaseta)/ 6 czerwca 1994 (płyta) - Wydawca: Zic Zac - Format: CD                         | –  | - POL: 4× platynowa płyta | - POL: 800 000+   |
| 1995                                                    | Elf - Data: 24 kwietnia 1995 - Wydawca: Zic Zac - Format: CD                                                       | –  | - POL: 5× platynowa płyta | - POL: 1 000 000+ |
| 1996                                                    | Ego - Data: 21 czerwca 1996 - Wydawca: Zic Zac - Format: CD                                                        | –  | - POL: 2× platynowa płyta | - POL: 400 000+   |
| 1997                                                    | End - Data: 8 września 1997 - Wydawca: Zic Zac - Format: CD                                                        | –  | - POL: platynowa płyta    | - POL: 200 000+   |
| 2001                                                    | Eta - Data: 27 sierpnia 2001 - Wydawca: Pomaton - Format: CD                                                       | 13 |                           |                   |
| 2002                                                    | Eno - Data: 21 września 2002 - Wydawca: Pomaton EMI - Format: CD                                                   | 15 |                           |                   |
| 2004                                                    | Emi - Data: 31 maja 2004 - Wydawca: Pomaton EMI - Format: CD                                                       | –  |                           |                   |
| 2011                                                    | Eli - Data: 21 marca 2011 - Wydawca: Sony Music - Format: CD, digital download                                     | 7  |                           |                   |
| 2018                                                    | Ent (oraz Kasia Stankiewicz) - Data: 13 kwietnia 2018 - Wydawca: Agora - Format: CD, digital download              | 2  | - POL: złota płyta        | - POL: 15 000+    |
| „–” oznacza, że album nie był notowany na danej liście. | |    |                           |                   |

## Albumy koncertowe
| Rok  | Dane dot. albumu | Najwyższa pozycja na liście |
| Rok  | Dane dot. albumu | POL                         |
| ---- | --- | --------------------------- |
| 2006 | Varius Manx symfonicznie. Tyle siły mam - Data: 20 listopada 2006 - Wydawca: Polskie Radio                                               |                             |
| 2016 | 25 Live (oraz Kasia Stankiewicz) - Data: 21 października 2016 - Wydawca: Agencja Muzyczna Polskiego Radia - Format: CD, digital download | 5                           |

## Kompilacje
| Rok  | Dane dot. albumu                                    |
| ---- | --------------------------------------------------- |
| 2000 | Najlepsze z dobrych - Data: 2000 - Wydawca: Zic Zac |

## Ścieżki dźwiękowe
| Rok  | Dane dot. albumu                                       | Certyfikat             |
| ---- | ------------------------------------------------------ | ---------------------- |
| 1995 | Młode wilki - Data: 1995 - Wydawca: EMI Music Poland   | - POL: platynowa płyta |
| 1997 | Nocne graffiti - Data: 1997 - Wydawca: PolyGram Polska | - POL: złota płyta     |

## Single
| Rok                                                      | Tytuł                                    | Najwyższe pozycje na listach | Najwyższe pozycje na listach | Najwyższe pozycje na listach | Najwyższe pozycje na listach | Najwyższe pozycje na listach | Certyfikat             | Sprzedaż       | Album                                   |
| Rok                                                      | Tytuł                                    | POL                          | LP3                          | SLiP                         | WiR                          | RMF                          | Certyfikat             | Sprzedaż       | Album                                   |
| -------------------------------------------------------- | ---------------------------------------- | ---------------------------- | ---------------------------- | ---------------------------- | ---------------------------- | ---------------------------- | ---------------------- | -------------- | --------------------------------------- |
| 1993                                                     | „Dream Time Song”                        | –                            | 30                           | –                            | –                            | –                            |                        |                | The New Shape                           |
| 1993                                                     | „Blind Fate”                             | –                            | 16                           | –                            | –                            | –                            |                        |                | The New Shape                           |
| 1994                                                     | „Zanim zrozumiesz”                       | –                            | 1                            | –                            | 5                            | –                            |                        |                | Emu                                     |
| 1994                                                     | „Tokyo”                                  | –                            | 4                            | –                            | –                            | –                            |                        |                | Emu                                     |
| 1994                                                     | „Piosenka księżycowa”                    | –                            | 1                            | 6                            | –                            | –                            |                        |                | Emu                                     |
| 1995                                                     | „Mój przyjaciel”                         | –                            | 5                            | 2                            | –                            | –                            |                        |                | –                                       |
| 1995                                                     | „Zabij mnie”                             | –                            | 1                            | 1                            | –                            | –                            |                        |                | Elf                                     |
| 1995                                                     | „Pocałuj noc”                            | –                            | –                            | 1                            | 1                            | –                            |                        |                | Elf                                     |
| 1995                                                     | „Wolne ptaki”                            | –                            | –                            | –                            | 2                            | –                            |                        |                | Elf                                     |
| 1995                                                     | „Oszukam czas”                           | –                            | 5                            | 5                            | –                            | –                            |                        |                | Elf                                     |
| 1995                                                     | „Zamigotał świat”                        | –                            | 9                            | 24                           | –                            | –                            |                        |                | Elf                                     |
| 1995                                                     | „Wstyd”                                  | –                            | 11                           | –                            | –                            | –                            |                        |                | Elf                                     |
| 1996                                                     | „Orła cień”                              | –                            | 1                            | 1                            | –                            | –                            |                        |                | Ego                                     |
| 1996                                                     | „Ten sen”                                | –                            | 16                           | 6                            | –                            | –                            |                        |                | Ego                                     |
| 1996                                                     | „Mówią mi”                               | –                            | 13                           | 21                           | 1                            | –                            |                        |                | Ego                                     |
| 1997                                                     | „Dom – gdzieś blisko mnie”               | –                            | 33                           | 32                           | 2                            | –                            |                        |                | Ego                                     |
| 1997                                                     | „Ruchome piaski”                         | –                            | 5                            | 4                            | 2                            | –                            |                        |                | Nocne graffiti                          |
| 1997                                                     | „Kiedy mnie malujesz”                    | –                            | 12                           | 30                           | 1                            | –                            |                        |                | End                                     |
| 1997                                                     | „Najmniejsze państwo świata”             | –                            | 22                           | –                            | –                            | –                            |                        |                | End                                     |
| 1997                                                     | „Pilnujcie marzeń”                       | –                            | –                            | –                            | –                            | –                            |                        |                | End                                     |
| 2000                                                     | „Teraz i tu”                             | –                            | –                            | 61                           | 2                            | –                            |                        |                | Najlepsze z dobrych                     |
| 2000                                                     | „Wolni w niewoli”                        | –                            | 34                           | 23                           | 5                            | –                            |                        |                | Najlepsze z dobrych                     |
| 2001                                                     | „Maj”                                    | –                            | 42                           | 30                           | 8                            | –                            |                        |                | Eta                                     |
| 2001                                                     | „Jestem Twoją Afryką”                    | –                            | –                            | 44                           | 2                            | 13                           |                        |                | Eta                                     |
| 2001                                                     | „Jestem Tobą”                            | –                            | –                            | 53                           | –                            | 12                           |                        |                | Eta                                     |
| 2002                                                     | „Moje Eldorado”                          | –                            | –                            | –                            | 2                            | 3                            |                        |                | Eno                                     |
| 2002                                                     | „Jest w nim”                             | –                            | –                            | 28                           | 3                            | 5                            |                        |                | Eno                                     |
| 2003                                                     | „Znów być kochaną”                       | –                            | –                            | –                            | –                            | 13                           |                        |                | Eno                                     |
| 2003                                                     | „Kilka sekund”                           | –                            | –                            | 66                           | –                            | 2                            |                        |                | RMF FM – Moja I Twoja Muzyka            |
| 2003                                                     | „Sonny”                                  | –                            | –                            | 67                           | –                            | 6                            |                        |                | Emi                                     |
| 2004                                                     | „Pamiętaj mnie”                          | –                            | –                            | –                            | 3                            | –                            |                        |                | Emi                                     |
| 2004                                                     | „Stay In My Heart” (gościnnie: Red)      | –                            | –                            | –                            | –                            | –                            |                        |                | Emi                                     |
| 2004                                                     | „Carry”                                  | –                            | –                            | –                            | –                            | –                            |                        |                | Varius Manx symfonicznie. Tyle siły mam |
| 2005                                                     | „Bezimienna”                             | –                            | 42                           | 11                           | 1                            | –                            |                        |                | Varius Manx symfonicznie. Tyle siły mam |
| 2006                                                     | „Tyle siły mam”                          | –                            | –                            | 21                           | 3                            | –                            |                        |                | Varius Manx symfonicznie. Tyle siły mam |
| 2011                                                     | „Przebudzenie”                           | –                            | –                            | 4                            | 1                            | 1                            |                        |                | Eli                                     |
| 2011                                                     | „Tak to ja”                              | –                            | –                            | 6                            | 2                            | 7                            |                        |                | Eli                                     |
| 2011                                                     | „Jednym ruchem serca”                    | –                            | –                            | –                            | –                            | 2                            |                        |                | Eli                                     |
| 2011                                                     | „Hej, ludzie, idą święta”                | 41                           | –                            | 22                           | –                            | 2                            |                        |                | –                                       |
| 2013                                                     | „Mamy teraz siebie”                      | –                            | –                            | –                            | 1                            | –                            |                        |                | –                                       |
| 2014                                                     | „Wierzę w miłość”                        | 15                           | –                            | 5                            | 2                            | 2                            |                        |                | –                                       |
| 2014                                                     | „Cudowne dni”                            | –                            | –                            | 22                           | 2                            | 4                            |                        |                | –                                       |
| 2015                                                     | „Spokój”                                 | –                            | –                            | 50                           | 1                            | –                            |                        |                | –                                       |
| 2016                                                     | „Ameryka”                                | –                            | –                            | 37                           | 4                            | –                            |                        |                | 25 Live                                 |
| 2016                                                     | „Piątek”                                 | 15                           | 50                           | 13                           | 4                            | 6                            |                        |                | 25 Live                                 |
| 2017                                                     | „Biegnij”                                | –                            | –                            | 44                           | 1                            | –                            |                        |                | Ent                                     |
| 2018                                                     | „Mgła nad Warszawą”                      | 32                           | 43                           | 36                           | 2                            | –                            |                        |                | Ent                                     |
| 2018                                                     | „Kot bez ogona” (oraz Kasia Stankiewicz) | 16                           | 24                           | 4                            | 6                            | 2                            | - POL: platynowa płyta | - POL: 20 000+ | Ent                                     |
| 2018                                                     | „Przed epoką wstydu”                     | 15                           | 42                           | 12                           | 3                            | 1                            |                        |                | Ent                                     |
| 2018                                                     | „Księżyc się zmęczył”                    | –                            | –                            | 31                           | –                            | –                            |                        |                | Ent                                     |
| 2019                                                     | „Śliwkowy deszcz”                        | –                            | 46                           | –                            | 4                            | –                            |                        |                | Ent                                     |
| 2021                                                     | „Chodź się kochać”                       | –                            | X                            | 32                           | 3                            | –                            |                        |                | –                                       |
| „–” oznacza, że singel nie był notowany na danej liście. |                                          |                              |                              |                              |                              |                              |                        |                |                                         |

### Inne notowane utwory
| Rok  | Tytuł       | Najwyższa pozycja na liście | Album |
| Rok  | Tytuł       | WiR                         | Album |
| ---- | ----------- | --------------------------- | ----- |
| 1996 | „Brak słów” | 8                           | Ego   |

## Teledyski
| Rok  | Tytuł                        | Reżyseria           | Album                                   | Źródło |
| ---- | ---------------------------- | ------------------- | --------------------------------------- | ------ |
| 1993 | „Blind Fate”                 | –                   | The New Shape                           | [ 27 ] |
| 1993 | „Distant Heartbeat”          | –                   | The New Shape                           | –      |
| 1993 | „Say Me Today”               | –                   | –                                       | [ 28 ] |
| 1994 | „Zanim zrozumiesz”           | Janusz Kołodrubiec  | Emu                                     | [ 29 ] |
| 1994 | „Tokyo”                      | –                   | Emu                                     | [ 30 ] |
| 1994 | „Piosenka księżycowa”        | Bolesław Pawica     | Emu                                     | [ 31 ] |
| 1994 | „The Gardeners”              | –                   | Emu                                     | [ 32 ] |
| 1994 | „This Kind Of Days”          | –                   | Emu                                     | [ 33 ] |
| 1994 | „In Spite of All”            | –                   | Emu                                     | [ 34 ] |
| 1995 | „Mój przyjaciel”             | –                   | –                                       | [ 35 ] |
| 1995 | „Zabij mnie”                 | Jerzy Krysiak       | Elf                                     | [ 36 ] |
| 1995 | „Pocałuj noc”                | –                   | Elf                                     | [ 37 ] |
| 1995 | „Zamigotał świat”            | –                   | Elf                                     | [ 38 ] |
| 1995 | „Deadpans parade”            | –                   | Elf                                     | [ 39 ] |
| 1995 | „Wstyd”                      | –                   | Elf                                     | [ 40 ] |
| 1996 | „Orła cień”                  | Janusz Kołodrubiec  | Ego                                     | [ 41 ] |
| 1996 | „Ten sen”                    | Janusz Kołodrubiec  | Ego                                     | [ 42 ] |
| 1996 | „Mówią mi”                   | Bartłomiej Maj      | Ego                                     | [ 43 ] |
| 1997 | „Ruchome piaski”             | –                   | Nocne graffiti                          | [ 44 ] |
| 1997 | „Kiedy mnie malujesz”        | Janusz Kołodrubiec  | End                                     | [ 45 ] |
| 1997 | „Najmniejsze państwo świata” | –                   | End                                     | [ 46 ] |
| 1997 | „Czy tak chcesz”             | –                   | End                                     | [ 47 ] |
| 2000 | „Teraz i tu”                 | –                   | Najlepsze z dobrych                     | [ 48 ] |
| 2000 | „Wolni w niewoli”            | –                   | Najlepsze z dobrych                     | [ 49 ] |
| 2001 | „Jestem Twoją Afryką”        | –                   | Eta                                     | [ 50 ] |
| 2001 | „Jestem Tobą”                | –                   | Eta                                     | [ 51 ] |
| 2002 | „Moje Eldorado”              | –                   | Eno                                     | [ 52 ] |
| 2002 | „Jest w nim”                 | –                   | Eno                                     | [ 53 ] |
| 2003 | „Kilka sekund”               | –                   | RMF FM – Moja i Twoja Muzyka            | [ 54 ] |
| 2003 | „Sonny”                      | –                   | Emi                                     | [ 55 ] |
| 2004 | „Pamiętaj mnie”              | –                   | Emi                                     | [ 56 ] |
| 2004 | „Stay in my heart”           | –                   | Emi                                     | [ 53 ] |
| 2005 | „Bezimienna”                 | –                   | Varius Manx symfonicznie. Tyle siły mam | [ 57 ] |
| 2006 | „Tyle siły mam”              | –                   | Varius Manx symfonicznie. Tyle siły mam | [ 58 ] |
| 2011 | „Przebudzenie”               | –                   | Eli                                     | [ 59 ] |
| 2011 | „Jednym ruchem serca”        | –                   | Eli                                     | [ 60 ] |
| 2013 | „Mamy teraz siebie”          | –                   | –                                       | [ 61 ] |
| 2014 | „Wierzę w miłość”            | Adam Romanowski     | –                                       | [ 62 ] |
| 2014 | „Cudowne dni”                | Mikołaj Kaczorowski | –                                       | [ 63 ] |
| 2016 | „Ameryka”                    | Michał Pańszczyk    | 25 Live                                 | [ 64 ] |
| 2016 | „Piątek”                     | Michał Pańszczyk    | 25 Live                                 | [ 65 ] |
| 2017 | „Biegnij”                    | Michał Pańszczyk    | Ent                                     | [ 66 ] |
| 2018 | „Breath”                     |                     | Ent                                     |        |
| 2018 | „Kot bez ogona”              |                     | Ent                                     |        |
| 2018 | „Księżyc się zmęczył”        | Michał Pańszczyk    | Ent                                     |        |